# Twierdza Luksemburg

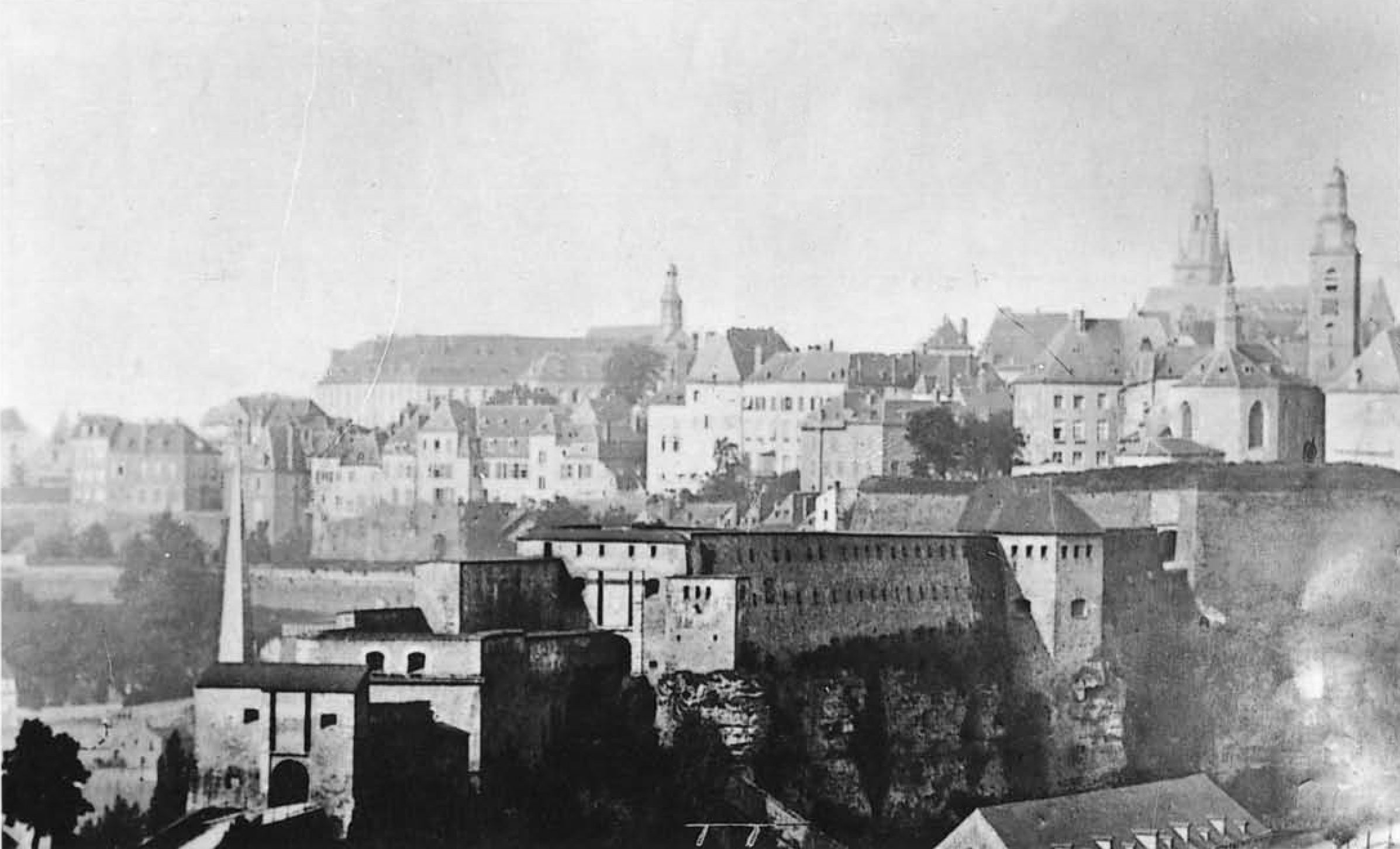
Skała Bock w 1867, na której znajdował się pierwszy zamek – widoczne kazamaty twierdzy

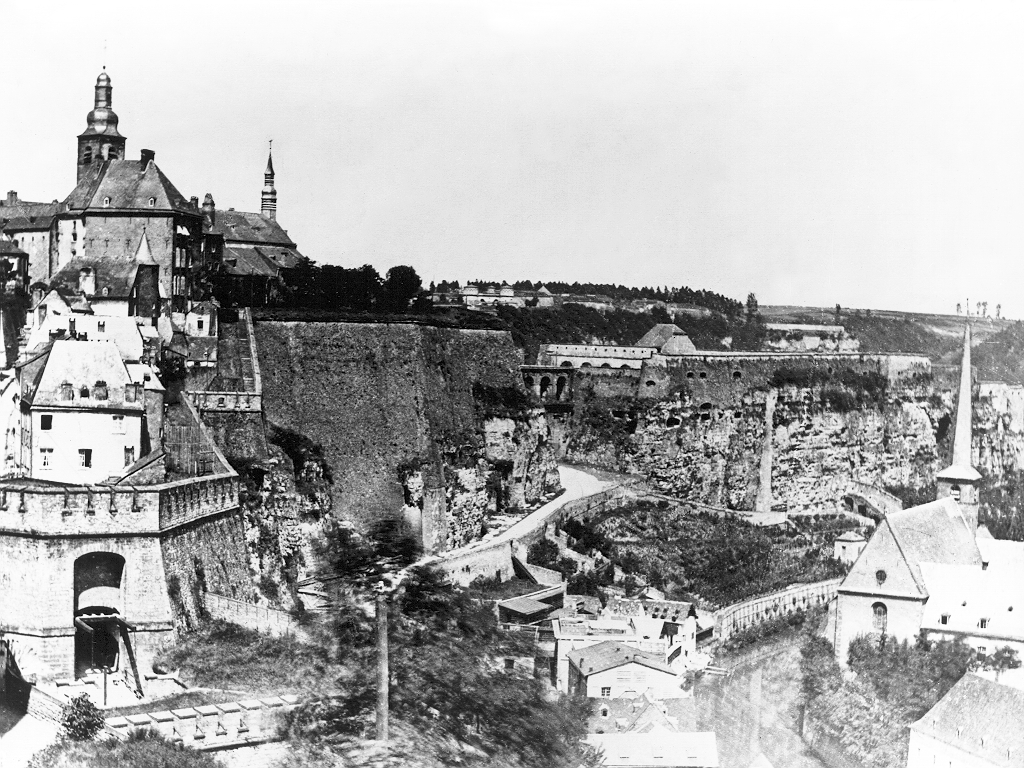
Twierdza przed rozbiórką w 1867

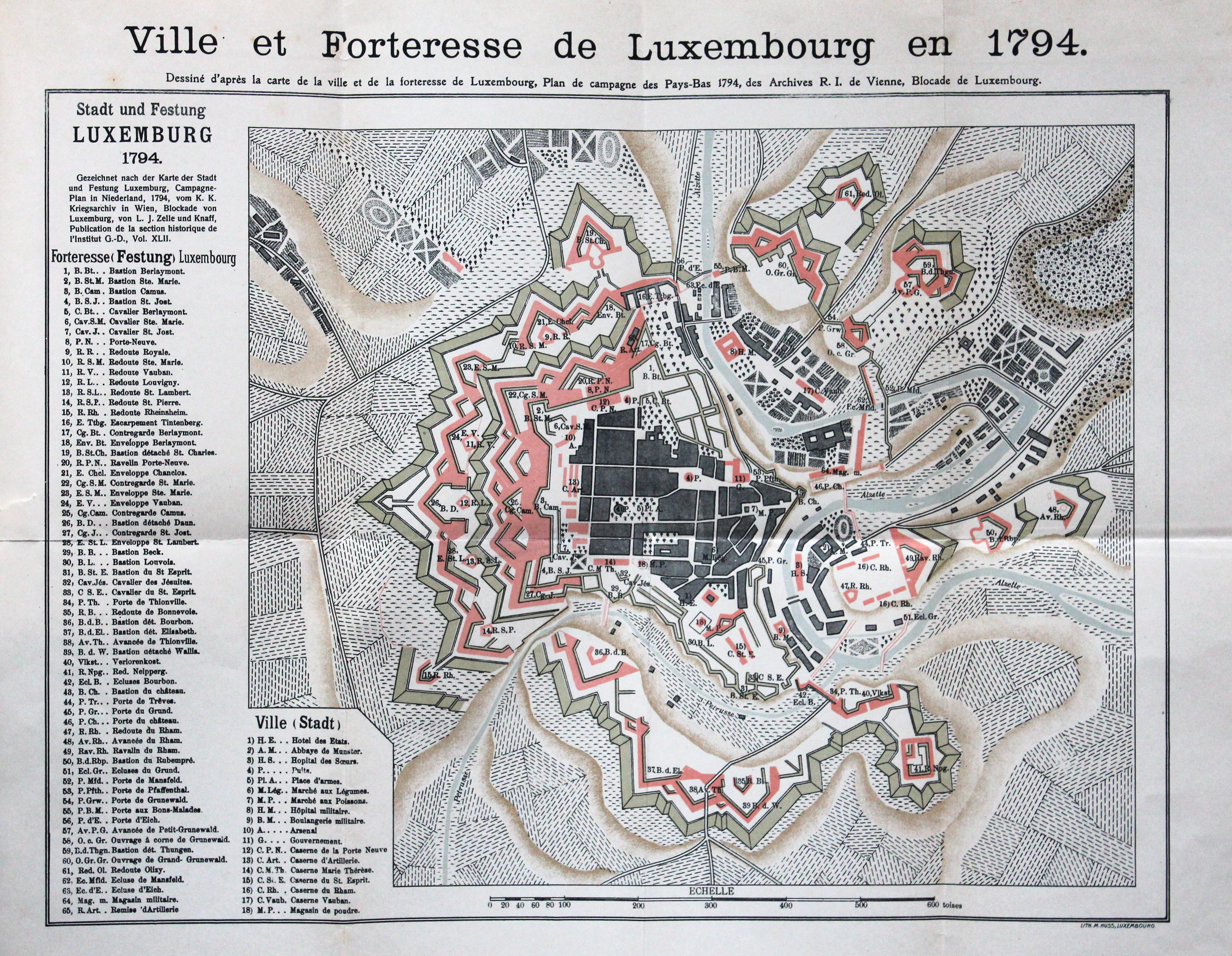
Plan twierdzy i miasta z 1794

Twierdza Luksemburg (luks. Festung Lëtzebuerg, niem. Festung Luxemburg, fr. Forteresse de Luxembourg) – zespół fortyfikacji w typie twierdzy fortowej, znajdujących się wokół miasta Luksemburg.
Twierdza ta miała bardzo duże znaczenie strategiczne od XVII do 1867 r. Francuski inżynier Lazare Carnot w 1793 roku uznał, że jest to najlepsza twierdza w Europie poza Gibraltarem, co spowodowało, że nazywano Luksemburg „Gibraltarem Północy”.

## Historia
Pierwszą fortyfikacją na terenie dzisiejszego miasta Luksemburg był rzymski fort Lucilinburhuc, wzniesiony na skalistym cyplu Bock. W średniowieczu na skale Bock wzniesiono zamek, który następnie rozbudowywano po 1443 roku w czasach panowania władców Burgundii i hiszpańskich Habsburgów. Za tych ostatnich zaczęto drążyć w skałach pierwsze kazamaty.
W 1684 Luksemburg został zdobyty przez Francuzów, którzy na podstawie projektów Sébastiena Vaubana przekształcili Luksemburg w nowoczesną twierdzę o złożonym systemie obronnym. W 1697 roku twierdzę przejęli Hiszpanie (w wyniku wojny Francji z Ligą Augsburską), a następnie Austriacy (w wyniku wojny o sukcesję hiszpańską), którzy także ją rozbudowali w XVIII wieku. Po abdykacji Napoleona w 1814, twierdza znalazła się pod wojskową kontrolą Prus (1815–1867).
Twierdza została zburzona na skutek postanowień traktatu londyńskiego z 1867 roku, rozwiązującego spór o Luksemburg pomiędzy Francją i Prusami.

## Twierdza w XIX wieku
Twierdza składała się z trzech obwodów obronnych, w skład których wchodziło około 40 dzieł obronnych. Pod twierdzą wykuto i wykopano 23 km kazamatów. Pierścień wewnętrzny składał się z 15 fortów, a zewnętrzny z 9 fortów o nazwach:
- Fort Olizy
- Fort Thüngen
- Fort Parkhohe
- Fort du Moulin
- Fort Rumigny
- Fort Neippberg
- Fort Wedell
- Fort Rheinsheim
- Fort Charles

## Stan obecny
Po 1991 roku częściowo zrekonstruowano Fort Thüngen, w którym mieści się obecnie muzeum twierdzy. W głównej partii zachował się także Fort Ober-Grünewald (obok Fortu Thungen) oraz zaprojektowany przez Vaubana Fort Lambert (wchodzi w skład parkingu Monterey). Zachowała się także Wieża Malakoff oraz Brama Eicher i Wieże Vaubana.

## Galeria

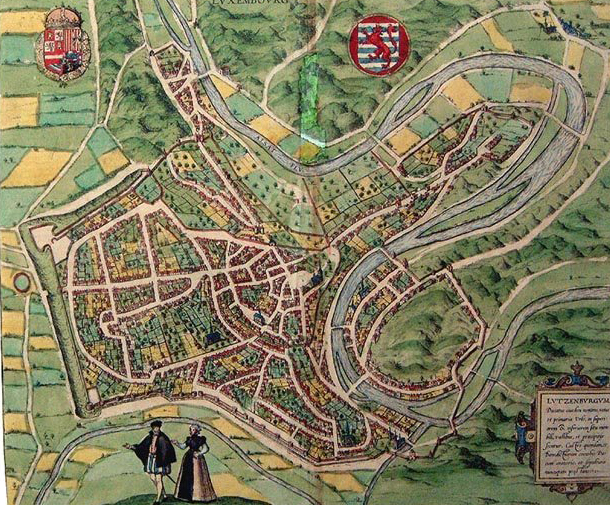
Twierdza w 1560 według Brauna i Hogenberga
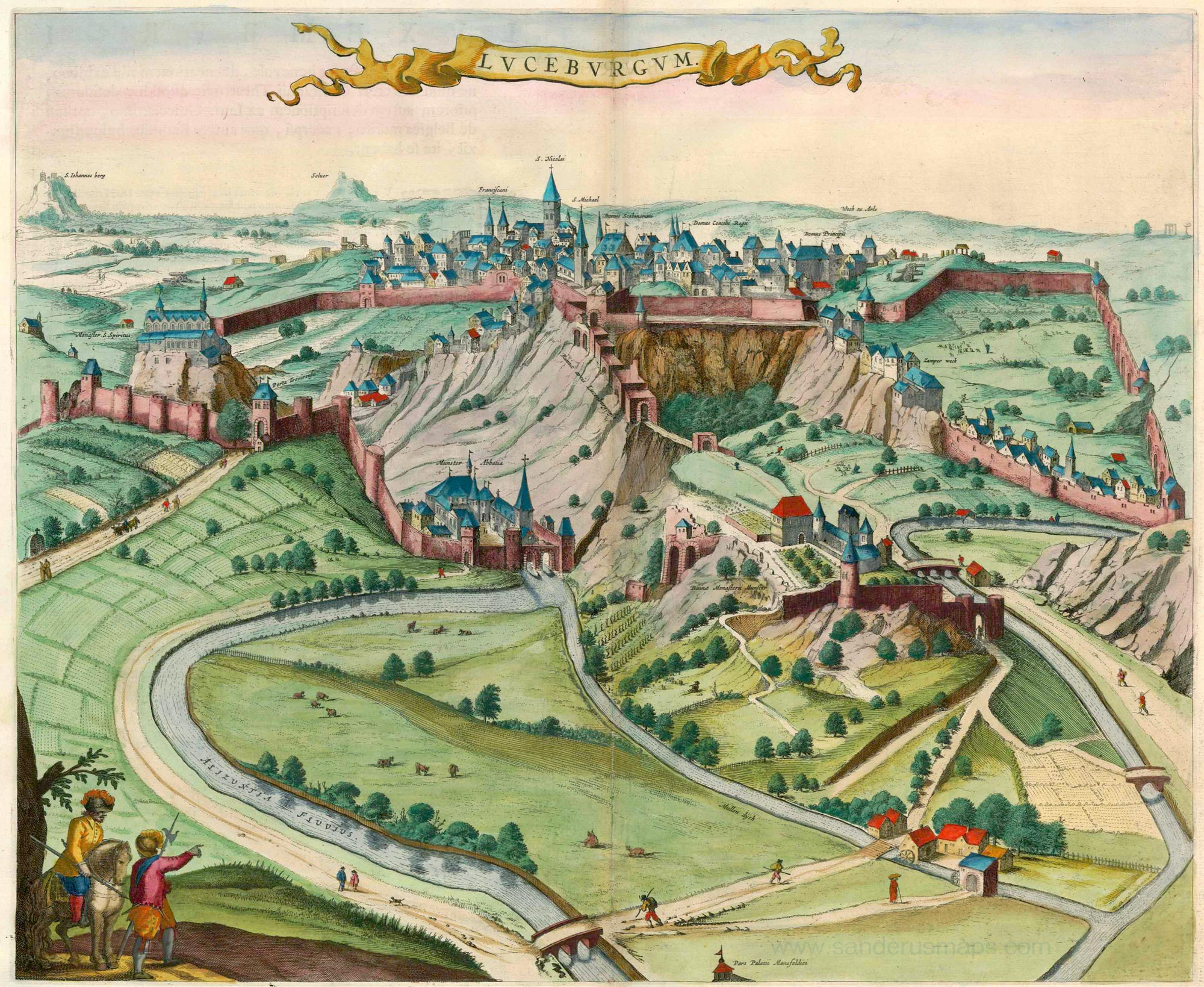
Mury Luksemburga w 1649 według Blaeu
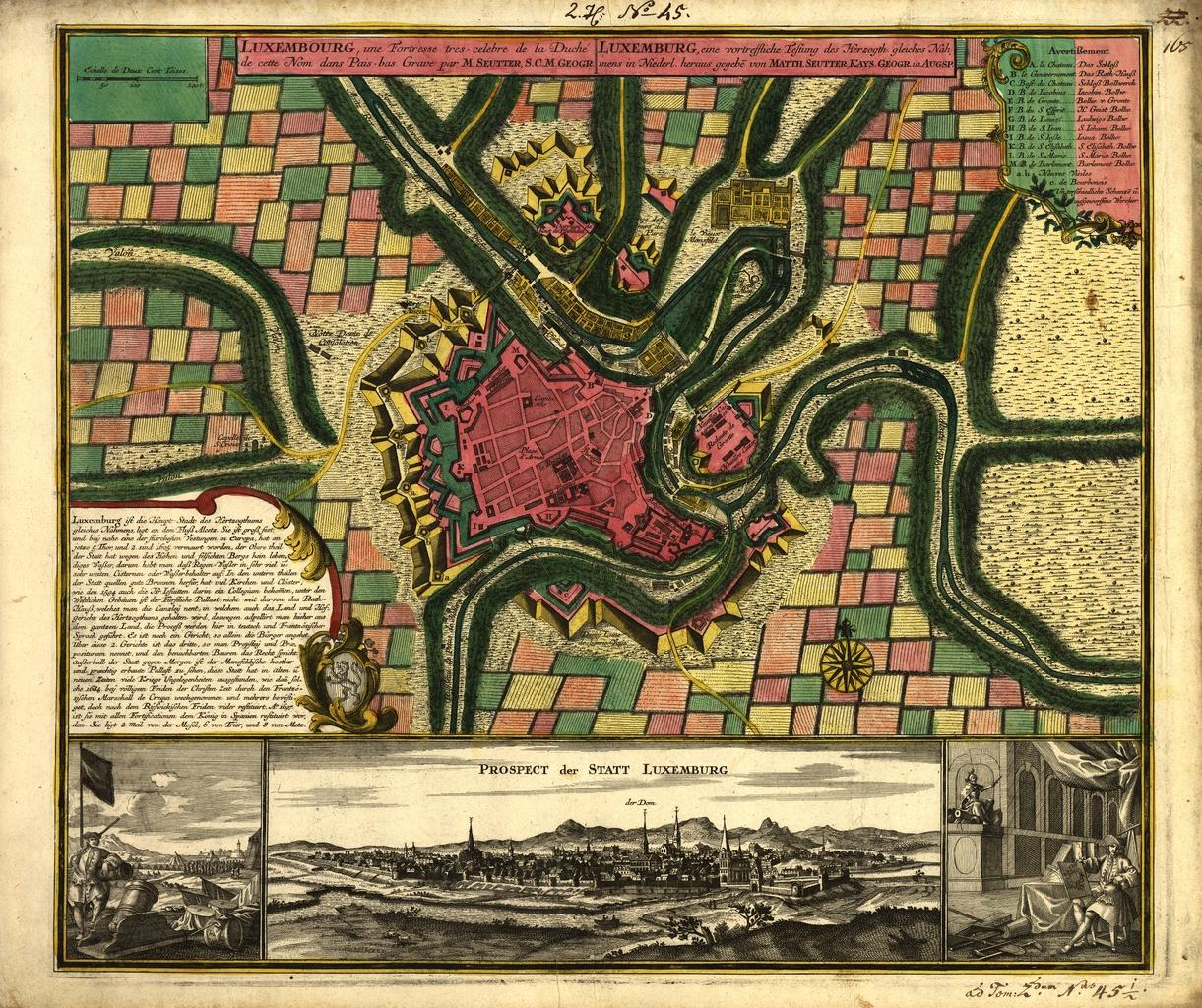
Mapa z 1730
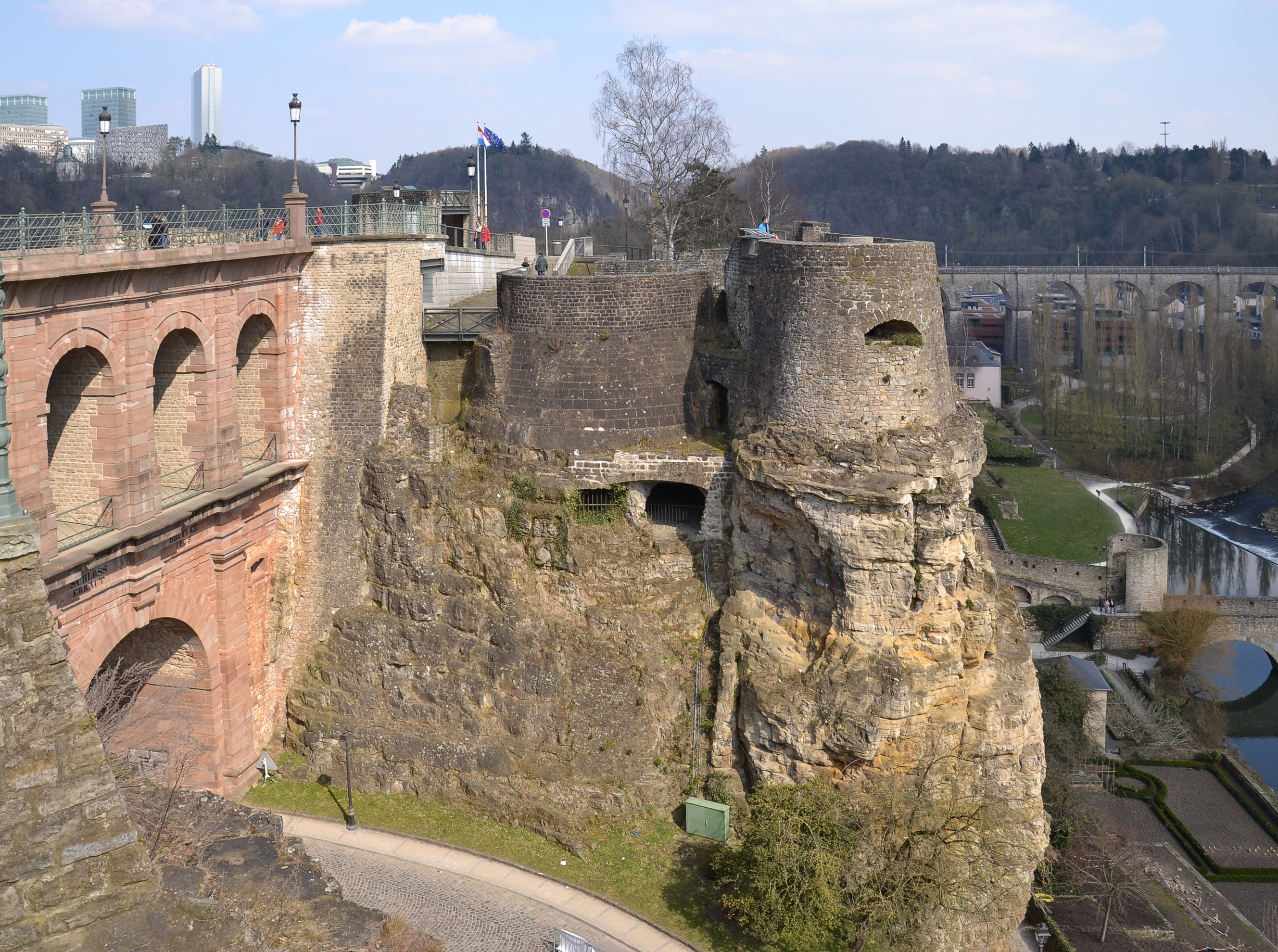
Skała Bock, na lewo Most Zamkowy z 1735
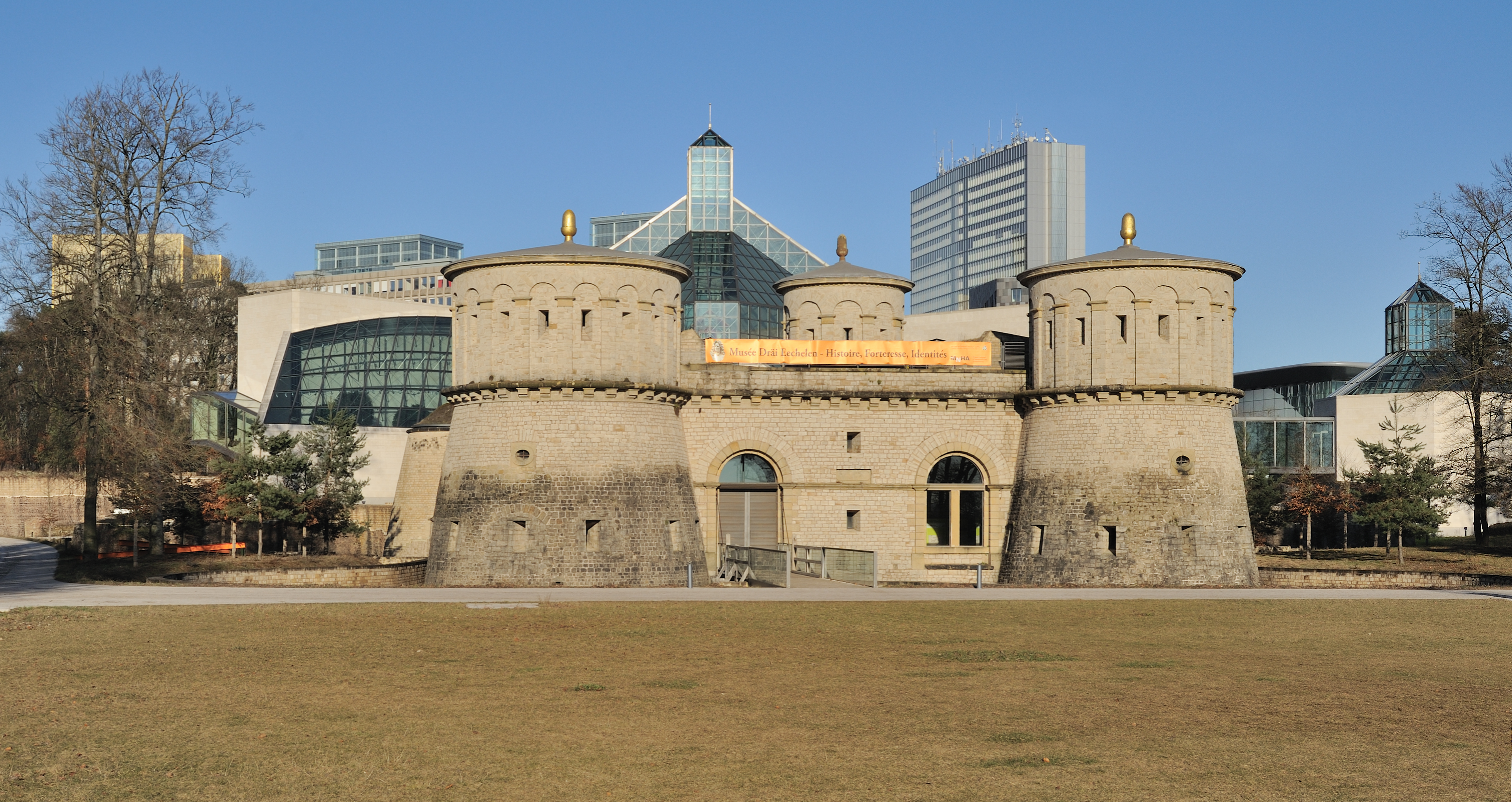
Fort Thüngen